# Tihomil Maštrović
Tihomil Maštrović (Zadar, 6. ožujka 1952.) hrvatski je književni povjesničar, teatrolog i književnik.

## Životopis
Rođen je od oca Vjekoslava Maštrovića i majke Štefice rođ. Maretić, u obitelji koja je generacijama doprinosila hrvatskoj povijesti i kulturi. Znameniti su njegovi predci: Nikola Maštrović, djed Antun Maštrović (nadučitelj u Zadru i Ninu, ugledan prosvjetitelj u svojem kraju), stric Ljubomir Maštrović i stric Antun Maštrović ml.
U Zadru je završio osnovnu školu i gimnaziju. Diplomirao je 1975. studij jugoslavenskih jezika i književnosti te filozofije na Filozofskom fakultetu Sveučilišta u Zagrebu, gdje je 1988. doktorirao temom iz područja filologije.
U Zavodu za povijest hrvatske književnosti, kazališta i glazbe HAZU u Zagrebu radio je od 1976. do 2019., na početku kao asistent u kasnijim izborima do znanstvenoga savjetnika u trajnom zvanju. Glavnim je ravnateljem Nacionalne i sveučilišne knjižnice u Zagrebu od 2007. do 2011. godine. Od 1991. do 1994. predsjednik je Hrvatskog sabora kulture u Zagrebu, a od 1995. do 1999. upravitelj je Odsjeka za povijest hrvatske književnosti HAZU. Od akad. godine 1997./98. do 2002./03. predsjednik je Stručnoga vijeća (dekan) na Hrvatskim studijima. U mirovinu je otišao 2022. kao redoviti profesor u trajnom zvanju na Fakultetu filozofije i religijskih znanosti u Zagrebu.
U visokoškolskoj nastavi u znanstveno-nastavnom zvanju redovitoga profesora u trajnom zvanju predavao je kolegije s područja povijesti hrvatske književnosti i kazališne umjetnosti na Hrvatskim studijima, Sveučilištu u Zadru i Fakultetu filozofije i religijskih znanosti u Zagrebu.
Zaslugom Tihomila Maštrovića i njegovih suradnika u NSK, ostvareno je 1. rujna 2008. međunarodno priznanje hrvatskoga jezika kod Međunarodne organizacija za standardizaciju u Washingtonu (ISO standardi). Tada je hrvatski jezik odvojen od dotadašnjega srpskohrvatskoga dobivši svoj zaseban kod, što je jedno je od najvećih postignuća poslije međunarodnoga priznanja hrvatske države. Dokumente povezane s tim povijesnim događajem priredio je (zajedno s Lobelom Machalom) u knjizi Međunarodno priznanje hrvatskoga jezika.

## Djela
- 1967. Riječi za prozu. [Pjesme u prozi.]
- 1985. Hrvatsko kazalište u Zadru: Prilozi za kazališnu povijest Zadra. Zagreb: Hrvatsko društvo kazališnih kritičara i teatrologa.
- 1990. Drama i kazalište hrvatske moderne u Zadru. Zagreb: Nakladni zavod Matice hrvatske.
- 1991. Der kroatische Essay der achtziger Jahre. Zagreb: Društvo hrvatskih književnika.
- 1996. General Nikola Maštrović: Život i djelo jednog hrvatskog časnika. Zagreb: Erasmus naklada.
- 1996. Pedeset godina Hrvatske kazališne kuće Zadar 1945.-1995. Zadar: Hrvatska kazališna kuća Zadar.
- 2001. Nad jabukama vile Hrvatice: Kroatističke studije. Zagreb: Hrvatski studiji. [²2019. drugo dopunjeno i izmijenjeno izdanje.]
- 2011. Neukrotivo svoji: Kroatističke rasprave i članci. Zagreb: Erasmus naklada.
- 2011. Međunarodno priznanje hrvatskoga jezika: Postignuće Nacionalne i sveučilišne knjižnice u Zagrebu. Zagreb: Nacionalna i sveučilišna knjižnica u Zagrebu. [Suautor Lobel Machala.]
- 2011. Knjiga o Kraljskom Dalmatinu. Sv. 1-5. Zagreb: Nacionalna i sveučilišna knjižnica u Zagrebu. [Pretisak novina Kraljski Dalmatin / Il Regio Dalmata, 1806.-1810.
- 2011. Mechitaristica Croatica: Bibliografija hrvatskih knjiga objavljenih u Mehitarističkoj tiskari u Beču. Zagreb: Erasmus naklada. [Suautor Slavko Harni.]
- 2017. Kroatološki ogledi. Zagreb: Leykam international.
- 2022. Pjesnikova kob. [Drama.]

## Vanjske poveznice
- Javor Novak, Razgovor. Tihomil Maštrović. Hrvatski i srpski posebni jezici, Vijenac, br. 391, 26. veljače 2009.